# Władimir Isakow
Władimir Wiaczesławowicz Isakow (ros. Владимир Вячеславович Исаков; ur. 28 lutego 1970 r. w Puszkinie) – rosyjski strzelec sportowy, dwukrotny brązowy medalista olimpijski.
Trzykrotnie startował w igrzyskach olimpijskich. Po dyskwalifikacji Kim Jong-su jest brązowym medalistą igrzysk olimpijskich w 2008 roku w konkurencji pistoletu dowolnego z 50 m. Cztery lata wcześniej, w 2004 roku w Atenach, zdobył brązowy medal.

## Igrzyska olimpijskie
| Igrzyska | Miejscowość    | Konkurencja                 | Kwalifikacje | Kwalifikacje | Finał                  | Finał                  |
| Igrzyska | Miejscowość    | Konkurencja                 | Wynik        | Pozycja      | Wynik                  | Pozycja                |
| -------- | -------------- | --------------------------- | ------------ | ------------ | ---------------------- | ---------------------- |
| IO 1996  | Atlanta        | Pistolet pneumatyczny, 10 m | 579          | 12.          | Nie zakwalifikował się | Nie zakwalifikował się |
| IO 2004  | Ateny          | Pistolet pneumatyczny, 10 m | 584          | 3. Q         | 684,3                  | brąz                   |
| IO 2008  | Pekin          | Pistolet dowolny, 50 m      | 563          | 5. Q         | 658,9                  | brąz                   |
| IO 2012  | Londyn         | Pistolet dowolny, 50 m      | 559          | 10.          | Nie zakwalifikował się | Nie zakwalifikował się |
| IO 2016  | Rio de Janeiro | Pistolet pneumatyczny, 10 m | 574          | 31.          | Nie zakwalifikował się | Nie zakwalifikował się |